# Lac La Monneraye
Le lac La Monneraye (en espagnol : lago La Monneraye) est un lac situé sur l'île Hoste, dans la province de l'Antarctique chilien , au sud du Chili. Il est nommé en l'honneur de l'enseigne de vaisseau Léon de La Monneraye (1858-1943), membre de l'expédition scientifique française embarquée à bord du navire La Romanche. Ce dernier participe à la cartographie de la région. 